# ADAC GT Masters 2014
Sezon 2014 w ADAC GT Masters – ósma edycja serii wyścigowej ADAC GT Masters. Sezon rozpoczął się 26 kwietnia na torze Oschersleben, a zakończył się 5 października na Hockenheimringu, po rozegraniu 16 rund.

## Lista zgłoszeń
| Zespół                              | Samochód                  | Nr  | Kierowcy                   | Rundy     |
| ----------------------------------- | ------------------------- | --- | -------------------------- | --------- |
| Callaway Competition                | Corvette Z06.R GT3        | 1   | Daniel Keilwitz            | Wszystkie |
| Callaway Competition                | Corvette Z06.R GT3        | 1   | Oliver Gavin               | 1, 3–4    |
| Callaway Competition                | Corvette Z06.R GT3        | 1   | Andreas Wirth              | 2, 5–8    |
| Callaway Competition                | Corvette Z06.R GT3        | 2   | Patrick Assenheimer        | Wszystkie |
| Callaway Competition                | Corvette Z06.R GT3        | 2   | Diego Alessi               | Wszystkie |
| Callaway Competition                | Corvette Z06.R GT3        | 17  | Remo Lips                  | Wszystkie |
| Callaway Competition                | Corvette Z06.R GT3        | 17  | Lennart Marioneck          | Wszystkie |
| Callaway Competition                | Corvette Z06.R GT3        | 18  | Toni Seiler                | Wszystkie |
| Callaway Competition                | Corvette Z06.R GT3        | 18  | Jeroen Bleekemolen         | 1–4, 6    |
| Callaway Competition                | Corvette Z06.R GT3        | 18  | Andreas Simonsen           | 5, 8      |
| Callaway Competition                | Corvette Z06.R GT3        | 18  | Sebastiaan Bleekemolen     | 7         |
| GW IT Racing Team Schütz Motorsport | Porsche 911 GT3 R         | 3   | Jaap van Lagen             | Wszystkie |
| GW IT Racing Team Schütz Motorsport | Porsche 911 GT3 R         | 3   | Christian Engelhart        | 1, 4–8    |
| GW IT Racing Team Schütz Motorsport | Porsche 911 GT3 R         | 3   | Kévin Estre                | 2         |
| GW IT Racing Team Schütz Motorsport | Porsche 911 GT3 R         | 3   | Martin Ragginger           | 3         |
| GW IT Racing Team Schütz Motorsport | Porsche 911 GT3 R         | 4   | Antonios Wossos            | Wszystkie |
| GW IT Racing Team Schütz Motorsport | Porsche 911 GT3 R         | 4   | Wolf Nathan                | Wszystkie |
| Farnbacher Racing                   | Porsche 911 GT3 R         | 5   | Nathan Morcom              | Wszystkie |
| Farnbacher Racing                   | Porsche 911 GT3 R         | 5   | Mario Farnbacher           | 1–4, 6    |
| Farnbacher Racing                   | Porsche 911 GT3 R         | 5   | Alex Riberas               | 5         |
| Farnbacher Racing                   | Porsche 911 GT3 R         | 5   | Robert Lukas               | 7–8       |
| Farnbacher Racing                   | Porsche 911 GT3 R         | 6   | Sebastian Asch             | Wszystkie |
| Farnbacher Racing                   | Porsche 911 GT3 R         | 6   | Philipp Frommenwiler       | Wszystkie |
| Tonino Team Herberth                | Porsche 911 GT3 R         | 7   | Alfred Renauer             | Wszystkie |
| Tonino Team Herberth                | Porsche 911 GT3 R         | 7   | Herbert Handlos            | Wszystkie |
| Tonino Team Herberth                | Porsche 911 GT3 R         | 8   | Robert Renauer             | Wszystkie |
| Tonino Team Herberth                | Porsche 911 GT3 R         | 8   | Norbert Siedler            | 1–6       |
| Tonino Team Herberth                | Porsche 911 GT3 R         | 8   | Dominik Schwager           | 7         |
| Tonino Team Herberth                | Porsche 911 GT3 R         | 8   | Martin Ragginger           | 8         |
| Tonino Team Herberth                | Porsche 911 GT3 R         | 9   | Dominik Jöst               | Wszystkie |
| Tonino Team Herberth                | Porsche 911 GT3 R         | 9   | Florian Scholze            | 1–3, 5–8  |
| Tonino Team Herberth                | Porsche 911 GT3 R         | 9   | Stefan Wackerbauer         | 4         |
| Prosperia C. Abt Racing             | Audi R8 LMS ultra         | 10  | Kelvin van der Linde       | Wszystkie |
| Prosperia C. Abt Racing             | Audi R8 LMS ultra         | 10  | René Rast                  | Wszystkie |
| Prosperia C. Abt Racing             | Audi R8 LMS ultra         | 11  | Fabian Hamprecht           | Wszystkie |
| Prosperia C. Abt Racing             | Audi R8 LMS ultra         | 11  | Nicki Thiim                | Wszystkie |
| Prosperia C. Abt Racing             | Audi R8 LMS ultra         | 12  | Markus Winkelhock          | 1–3, 5–6  |
| Prosperia C. Abt Racing             | Audi R8 LMS ultra         | 12  | Stefan Wackerbauer         | 1         |
| Prosperia C. Abt Racing             | Audi R8 LMS ultra         | 12  | Christer Jöns              | 2, 6      |
| Prosperia C. Abt Racing             | Audi R8 LMS ultra         | 12  | Sébastien Ogier            | 3         |
| Prosperia C. Abt Racing             | Audi R8 LMS ultra         | 12  | Nikolaus Mayr-Melnhof      | 5         |
| RWT RacingTeam                      | Corvette Z06.R GT3        | 13  | Sven Barth                 | Wszystkie |
| RWT RacingTeam                      | Corvette Z06.R GT3        | 13  | David Jahn                 | Wszystkie |
| MRS GT-Racing                       | McLaren MP4-12C GT3       | 14  | Florian Spengler           | Wszystkie |
| MRS GT-Racing                       | McLaren MP4-12C GT3       | 14  | Ryan Sharp                 | 1         |
| MRS GT-Racing                       | McLaren MP4-12C GT3       | 14  | Marko Asmer                | 2–6       |
| MRS GT-Racing                       | McLaren MP4-12C GT3       | 14  | Christopher Brück          | 7         |
| MRS GT-Racing                       | McLaren MP4-12C GT3       | 14  | Álvaro Parente             | 8         |
| Yaco Racing                         | Audi R8 LMS ultra         | 16  | Philip Geipel              | Wszystkie |
| Yaco Racing                         | Audi R8 LMS ultra         | 16  | Rahel Frey                 | 1–6, 8    |
| Yaco Racing                         | Audi R8 LMS ultra         | 16  | Markus Winkelhock          | 7         |
| PIXUM Team Schubert                 | BMW Z4 GT3                | 19  | Claudia Hürtgen            | Wszystkie |
| PIXUM Team Schubert                 | BMW Z4 GT3                | 19  | Dominik Baumann            | Wszystkie |
| PIXUM Team Schubert                 | BMW Z4 GT3                | 20  | Max Sandritter             | Wszystkie |
| PIXUM Team Schubert                 | BMW Z4 GT3                | 20  | Jens Klingmann             | Wszystkie |
| BKK Mobil Oil Racing Team Zakspeed  | Mercedes-Benz SLS AMG GT3 | 21  | Luca Ludwig                | Wszystkie |
| BKK Mobil Oil Racing Team Zakspeed  | Mercedes-Benz SLS AMG GT3 | 21  | Alon Day                   | 1–7       |
| BKK Mobil Oil Racing Team Zakspeed  | Mercedes-Benz SLS AMG GT3 | 21  | Harald Schlegelmilch       | 8         |
| Rowe Racing                         | Mercedes-Benz SLS AMG GT3 | 22  | Jaime Alguersuari          | 3–8       |
| Rowe Racing                         | Mercedes-Benz SLS AMG GT3 | 22  | Nico Bastian               | 3–8       |
| Rowe Racing                         | Mercedes-Benz SLS AMG GT3 | 23  | Jan Seyffarth              | Wszystkie |
| Rowe Racing                         | Mercedes-Benz SLS AMG GT3 | 23  | Maro Engel                 | Wszystkie |
| Reiter Engineering                  | Chevrolet Camaro GT3      | 24  | Albert von Thurn und Taxis | Wszystkie |
| Reiter Engineering                  | Chevrolet Camaro GT3      | 24  | Tomáš Enge                 | 1, 3–8    |
| Reiter Engineering                  | Chevrolet Camaro GT3      | 24  | Peter Kox                  | 2         |
| Blancpain Racing                    | Lamborghini Gallardo FL2  | 25  | Marc A. Hayek              | 1         |
| Blancpain Racing                    | Lamborghini Gallardo FL2  | 25  | Peter Kox                  | 1         |
| HTP Motorsport                      | Mercedes-Benz SLS AMG GT3 | 26  | Maximilian Götz            | 1–6       |
| HTP Motorsport                      | Mercedes-Benz SLS AMG GT3 | 26  | Maximilian Buhk            | 1–5       |
| HTP Motorsport                      | Mercedes-Benz SLS AMG GT3 | 26  | Renger van der Zande       | 6         |
| HTP Motorsport                      | Mercedes-Benz SLS AMG GT3 | 27  | Luca Stolz                 | Wszystkie |
| HTP Motorsport                      | Mercedes-Benz SLS AMG GT3 | 27  | Heinz-Harald Frentzen      | 1–4       |
| HTP Motorsport                      | Mercedes-Benz SLS AMG GT3 | 27  | Mathias Lauda              | 5–6       |
| HTP Motorsport                      | Mercedes-Benz SLS AMG GT3 | 27  | Maximilian Götz            | 7–8       |
| GRT Grasser Racing Team             | Lamborghini Gallardo FL2  | 31  | Sandro Bickel              | 4         |
| GRT Grasser Racing Team             | Lamborghini Gallardo FL2  | 31  | Sascha Halek               | 4         |
| GRT Grasser Racing Team             | Lamborghini Gallardo FL2  | 32  | Gerhard Tweraser           | 4–5       |
| GRT Grasser Racing Team             | Lamborghini Gallardo FL2  | 32  | Harald Proczyk             | 4         |
| GRT Grasser Racing Team             | Lamborghini Gallardo FL2  | 32  | Tomaš Pivoda               | 5         |
| Dupré Engineering Motorsport        | Audi R8 LMS ultra         | 33  | Christoph Dupré            | 8         |
| Dupré Engineering Motorsport        | Audi R8 LMS ultra         | 33  | Thomas Schöffler           | 8         |
| kfzteile24 APR Motorsport           | Audi R8 LMS ultra         | 100 | Daniel Dobitsch            | Wszystkie |
| kfzteile24 APR Motorsport           | Audi R8 LMS ultra         | 100 | Florian Stoll              | Wszystkie |

## Kalendarz wyścigów
| Runda | Runda | Tor                           | Data           | Pole Position                      | Zwycięzca                           |
| ----- | ----- | ----------------------------- | -------------- | ---------------------------------- | ----------------------------------- |
| 1     | W1    | Motorsport Arena Oschersleben | 26 kwietnia    | Prosperia C. Abt Racing            | HTP Motorsport                      |
| 1     | W1    | Motorsport Arena Oschersleben | 26 kwietnia    | René Rast Kelvin van der Linde     | Maximilian Buhk Maximilian Götz     |
| 1     | W2    | Motorsport Arena Oschersleben | 27 kwietnia    | Prosperia C. Abt Racing            | Prosperia C. Abt Racing             |
| 1     | W2    | Motorsport Arena Oschersleben | 27 kwietnia    | René Rast Kelvin van der Linde     | René Rast Kelvin van der Linde      |
| 2     | W1    | Circuit Park Zandvoort        | 10 maja        | Tonino Team Herberth               | GW IT Racing Team Schütz Motorsport |
| 2     | W1    | Circuit Park Zandvoort        | 10 maja        | Robert Renauer Norbert Siedler     | Jaap van Lagen Kévin Estre          |
| 2     | W2    | Circuit Park Zandvoort        | 11 maja        | Prosperia C. Abt Racing            | GW IT Racing Team Schütz Motorsport |
| 2     | W2    | Circuit Park Zandvoort        | 11 maja        | René Rast Kelvin van der Linde     | Jaap van Lagen Kévin Estre          |
| 3     | W1    | EuroSpeedway Lausitz          | 24 maja        | Callaway Competition               | HTP Motorsport                      |
| 3     | W1    | EuroSpeedway Lausitz          | 24 maja        | Daniel Keilwitz Oliver Gavin       | Maximilian Buhk Maximilian Götz     |
| 3     | W2    | EuroSpeedway Lausitz          | 25 maja        | PIXUM Team Schubert                | PIXUM Team Schubert                 |
| 3     | W2    | EuroSpeedway Lausitz          | 25 maja        | Claudia Hürtgen Dominik Baumann    | Claudia Hürtgen Dominik Baumann     |
| 4     | W1    | Red Bull Ring                 | 7 czerwca      | Callaway Competition               | Callaway Competition                |
| 4     | W1    | Red Bull Ring                 | 7 czerwca      | Daniel Keilwitz Oliver Gavin       | Daniel Keilwitz Oliver Gavin        |
| 4     | W2    | Red Bull Ring                 | 8 czerwca      | Callaway Competition               | Callaway Competition                |
| 4     | W2    | Red Bull Ring                 | 8 czerwca      | Daniel Keilwitz Oliver Gavin       | Daniel Keilwitz Oliver Gavin        |
| 5     | W1    | Automotodróm Slovakia Ring    | 9 sierpnia     | PIXUM Team Schubert                | PIXUM Team Schubert                 |
| 5     | W1    | Automotodróm Slovakia Ring    | 9 sierpnia     | Max Sandritter Jens Klingmann      | Claudia Hürtgen Dominik Baumann     |
| 5     | W2    | Automotodróm Slovakia Ring    | 10 sierpnia    | PIXUM Team Schubert                | Callaway Competition                |
| 5     | W2    | Automotodróm Slovakia Ring    | 10 sierpnia    | Max Sandritter Jens Klingmann      | Daniel Keilwitz Andreas Wirth       |
| 6     | W1    | Nürburgring                   | 30 sierpnia    | BKK Mobil Oil Racing Team Zakspeed | RWT Racing Team                     |
| 6     | W1    | Nürburgring                   | 30 sierpnia    | Luca Ludwig Alon Day               | Sven Barth David Jahn               |
| 6     | W2    | Nürburgring                   | 31 sierpnia    | Prosperia C. Abt Racing            | Callaway Competition                |
| 6     | W2    | Nürburgring                   | 31 sierpnia    | Fabian Hamprecht Nicki Thiim       | Daniel Keilwitz Andreas Wirth       |
| 7     | W1    | Sachsenring                   | 20 września    | Prosperia C. Abt Racing            | Prosperia C. Abt Racing             |
| 7     | W1    | Sachsenring                   | 20 września    | René Rast Kelvin van der Linde     | René Rast Kelvin van der Linde      |
| 7     | W2    | Sachsenring                   | 21 września    | Prosperia C. Abt Racing            | Prosperia C. Abt Racing             |
| 7     | W2    | Sachsenring                   | 21 września    | Fabian Hamprecht Nicki Thiim       | René Rast Kelvin van der Linde      |
| 8     | W1    | Hockenheimring                | 4 października | BKK Mobil Oil Racing Team Zakspeed | Callaway Competition                |
| 8     | W1    | Hockenheimring                | 4 października | Luca Ludwig Harald Schlegelmilch   | Daniel Keilwitz Andreas Wirth       |
| 8     | W2    | Hockenheimring                | 5 października | Callaway Competition               | Callaway Competition                |
| 8     | W2    | Hockenheimring                | 5 października | Daniel Keilwitz Andreas Wirth      | Daniel Keilwitz Andreas Wirth       |